# Symbolic Reality
Symbolic Reality ist ein Jazzalbum des Matthew Shipp String Trio mit William Parker und Mat Maneri. Die am 21. August 2019 in den Park West Studios, New York City entstandenen Aufnahmen erschienen im Oktober 2019 auf RogueArt.

## Hintergrund
Für das Album Symbolic Reality formierte der Pianist Matthew Shipp sein String Trio mit den langjährigen Mitarbeitern, dem Bassisten William Parker und dem Bratschisten Mat Maneri, eine Besetzung, die seit dem Debüt des Triumvirats in By the Law of Music (Hatology, 1997) unverändert geblieben ist. 2001 legte Shipp mit dem Trio Expansion, Power, Release vor. Matthew Shipp, William Parker und Mat Maneri haben auch bei einer Reihe von Aufnahmen, an denen mindestens zwei der drei beteiligt waren, mit dem Saxophonisten Ivo Perelman zusammengearbeitet.

## Titelliste
- Matthew Shipp String Trio: Symbolic Reality (Rogueart ROG-0096)[3]

1. Central Flame  7:22
2. Symbolic Reality  9:05
3. Flesh and Bone  7:37
4. Inner Speech  5:24
5. The Other Universe  6:00
6. Law of Sequence  11:06

Alle Kompositionen stammen von Matthew Shipp.

## Rezeption
Nach Ansicht von John Sharpe, der das Album in All About Jazz rezensierte, in diesem Kammerensemble fungierten die drei Musiker als ineinandergreifende Teile in einem mysteriösen Puzzle, das einen abstrakten Bereich darstelle, der nicht einfach zu analysieren sei. Obwohl jedes der sechs Stücke Shipp als Komponist zugeschrieben wird, könnten die ereignisreichen Ergebnisse leicht als Improvisationen gelten, da sie voller dramatischer Gesten, schräger Überschneidungen und unvorhersehbarer Gegenerwiderungen sind. William Parkers robustes Pizzicato und flüchtige zyklische Figuren bilden eine starke Grundlage, die dazu beiträge, die flüchtigen Wechselwirkungen zu fundieren, so Sharpe. „Im Gegensatz dazu verleihen Maneris scharfe Adstringenz und mikrotonale Sturzflüge dem Diskurs eine zerebrale Atmosphäre, während Shipp zwischen den beiden trianguliert, die Askese ausgleicht, aber auch vermeidet, sich zu lange in ein Muster einzuleben. Jeder Schnitt stellt eine fortlaufende Neukalibrierung dar, bei der ständig unterschiedliche Geschmacksrichtungen und Stimmungen auftreten.“ Zu den auffälligsten gehöre das letzte Stück, „Law of Sequence“", bei dem eine hymnenhafte Feierlichkeit einer hoffnungsvollen Stimmung und einem letztendlich nachdrücklichen und erhebenden Abschluss Platz mache.
S. Victor Aaron schrieb in Something Else! in sechs neuen Shipp-Kompositionen packe das Trio das vorbereitete Material mit der Launenhaftigkeit des spontanen Komponierens an und nutze die Telepathie, die aus jahrzehntelanger gemeinsamer Arbeit stamme, um den Fluss der Melodie im Einklang zu steuern. Es gebe fast „eine kammermusikalische Präzision in der Art und Weise, wie die Dichte des Klangs anschwillt und zurückgeht sowie wie mühelos die Hauptrollen und die Comping-Rollen aneinander weitergegeben werden.“ Ein beiläufiger Blick auf den Titel des Album könnte dazu führen, dass man ihn als Symbiotische Realität und nicht als Symbolische Realität liest. „Ein engagiertes Hören überzeugt jedoch davon, dass dies der eigentliche Name des Albums sein sollte.“